# Marc Recasens
Marc Recasens Llobet né le 13 septembre 1999, est un joueur de hockey sur gazon. Il évolue au poste de défenseur au poste de défenseur au Club Egara et avec l'équipe nationale espagnole.
Il a participé aux Jeux olympiques d'été de 2020.

## Carrière

### Championnat d'Europe
- Top 8 : 2021

### Jeux olympiques
- Top 8 : 2020